# Fain Ascensores
FAIN Ascensores es una compañía madrileña especializada en la fabricación, montaje, mantenimiento y modernización de ascensores, escaleras mecánicas y rampas móviles. Fue fundada en 1972.
La oficina central se encuentra en Madrid, España.

## Historia
FAIN fue fundada por Nicolás Mediavilla Ferruz en Madrid en 1972, a raíz de la escisión de Ascensores Mediavilla, empresa dedicada a la fabricación, montaje y mantenimiento de ascensores. En el momento de la escisión, Nicolás Mediavilla se separó de parte de su familia, dejándoles el nombre de la compañía y la fábrica y manteniendo un 50% de la cartera de mantenimiento y los empleados que querían seguirle.
En 1989, FAIN cambió su nombre comercial a FAIN Ascensores.
En 1990, la sede se inauguró en Madrid y la empresa inició su expansión con la apertura de oficinas en Santander, España.
En 2001, FAIN Ascensores cerró la compra de 2100 ascensores JARRE, y al mismo tiempo, la empresa firmó un acuerdo comercial con Mitsubishi para comenzar la distribución de ascensores de alta velocidad, escaleras mecánicas y rampas móviles en España. La cooperación llevó a cabo proyectos con escaleras mecánicas y ascensores en edificios de gran altura.
En 2002 se inauguran las oficinas de Murcia y Almería y se instala el primer ascensor en un gran centro comercial (Opción en Madrid). En 2003, la compañía abrió las sucursales de Cataluña y Valencia. En Valencia, FAIN Ascensores instaló todos los ascensores del mayor centro hospitalario de Europa, La Fe. La empresa instaló los primeros ascensores Mitsubishi de media velocidad en Torre Garena, en Alcalá de Henares (Madrid), para FCC. En 2007, FAIN instaló los ascensores de alta velocidad de las Torres Fira de Barcelona. Al mismo tiempo, inauguraron una delegación en Gibraltar.
En 2013, FAIN adquirió tres empresas en Francia y entró en el mercado francés.
En 2015, la dirección de FAIN participó en uno de los capítulos del programa de televisión "El Jefe Infiltrado".
En 2018, compró una empresa con sede en Bélgica y estableció una sucursal local.
En 2019, FAIN Ascensores lanzó ION, un ascensor ecológico, y se diversificó hacia puntos de recarga para coches eléctricos, paneles solares y suministro eléctrico.
En 2020, se inauguró FAIN Francia, la sucursal en París. En 2021, FAIN Ascensores adquirió Otis Ireland, una subsidiaria irlandesa de Otis Elevator, y estableció sucursales en Suiza. En octubre, FAIN recibió la certificación Cradle2Cradle para sus ascensores ION.
En 2022, según Madrid Network, la compañía fue galardonada como Mejor Transformación Digital Empresarial en la categoría de Tecnología. Ese mismo año, la compañía obtuvo el Premio Innovación y Sostenibilidad en Soluciones de Accesibilidad en la IV Edición de los Premios Comunidad de Madrid que otorga el diario La Razón. Además, en octubre, consiguió el reconocimiento como Mejor Empresa en Transformación Digital en los Premios Red de Madrid.

## Productos
FAIN Ascensores ofrece ascensores eléctricos, escaleras mecánicas, pasarelas, salvaescaleras, ascensores verticales, ascensores hidráulicos diseñados para alcanzar bajas alturas, ascensores panorámicos, con o sin cuarto de máquinas, montacoches, montacamillas, montacargas y montaplatos.
FAIN da servicio al Museo Reina Sofía, Asamblea de Madrid, Museo Nacional Thyssen-Bornemisza, Hotel Alcázar de la Reina, Hotel Hilton de Madrid, Centro Comercial Plenilunio, France Télévisions, Aeropuerto de Valencia, Metro de Granada, etc.